# Рикошет (фильм, 1991)
«Рикоше́т» (англ. Ricochet) — криминальный триллер режиссёра Рассела Малкэхи по произведению Фреда Деккера и Менно Мейеса. Премьера фильма состоялась 4 октября 1991 года.

## Сюжет
Ник Стайлс недавно окончил полицейскую академию. Случайно предотвратив ограбление и арестовав преступника Эрла Блейка необычным способом, он становится героем теленовостей. Пока карьера и семейная жизнь молодого детектива идут вверх, Блейк, находясь в тюрьме, одержим местью. Оказавшись на воле, он воплощает в жизнь свои замыслы. Теперь Стайлсу предстоит не только отстоять своё имя и честь, но и покончить с преступной деятельностью Блейка.

## В ролях
- Дензел Вашингтон — Ник Стайлс
- Джон Литгоу — Эрл Тэлботт Блейк
- Виктория Диллард[англ.] — Элис Стайлс
- Джон Эймос — отец Стайлс
- Кевин Поллак — Ларри Дойл, детектив
- Ice-T — Одесса
- Мэри Эллен Трейнор — Гейл Уолленс
- Линдси Вагнер — Присцилла Бримли, окружной прокурор
- Джесси Вентура — Шевальски

## Съёмочная группа
- Режиссёр-постановщик: Рассел Малкэхи
- Сценарист: Стивен Э. Де Соуза[англ.]
- Оператор: Питер Леви
- Продюсеры: Майкл Леви, Джоэл Сильвер
- Художник-постановщик: Джеймес Хинкл
- Композиторы: Алан Сильвестри
- Монтажёр: Питер Онесс
- Звукорежиссёры: Эд Каллахан, Дэвид Арнолд, Зак Дэвис